# 古斯曼·克尔吉兹巴耶夫
古斯曼·达尼亚罗维奇·克尔吉兹巴耶夫（1992年9月28日—），哈萨克斯坦男子柔道运动员，2019年亚洲柔道锦标赛男子60公斤级铜牌得主、2021年世界柔道锦标赛男子60公斤级银牌得主、2022年亚洲柔道锦标赛男子66公斤级铜牌得主。